# Championnat de France masculin de handball 2022-2023
Navigation
StarLigue 2021-2022 StarLigue 2023-2024
Le championnat de France masculin de handball 2022-2023 est la soixante-et-onzième édition de cette compétition et la deuxième sous la dénomination de Liqui Moly StarLigue. Il s'agit du plus haut niveau du championnat de France de ce sport.
Seize clubs participent à cette édition de la compétition, les quatorze premiers du précédent championnat ainsi que deux clubs promus de Proligue, l'Union sportive d'Ivry (premier de la saison régulière), et le Sélestat Alsace Handball (finaliste des plays-offs).
La compétition est remportée par le Paris Saint-Germain pour la dixième fois dont la neuvième d'affilée.

## Modalités

### Calendrier
Les principales dates du calendrier du championnat sont :
- 9 septembre 2022 : début du championnat, avec le match HBC Nantes contre Chambéry Savoie Mont Blanc Handball à l'H Arena
- 21 décembre 2022 : 15e journée et fin des matchs allers,
- 6 juin 2023 : 30e journée et fin du championnat

### Clubs participants
| \| Paris Créteil Aix-en-P. Nîmes Chambéry Montpellier Dunkerque Istres St-Raphaël Nantes Chartres Toulouse Cesson-Sévigné Limoges Ivry Sélestat \| Localisation des clubs engagés dans le championnat. · Le tenant du titre est en orange, les promus en vert. |
| Paris Créteil Aix-en-P. Nîmes Chambéry Montpellier Dunkerque Istres St-Raphaël Nantes Chartres Toulouse Cesson-Sévigné Limoges Ivry Sélestat |

Légende des couleurs
- Qualifié pour la Ligue des champions
- Qualifié pour la Ligue européenne
- Promu de Proligue

| Club                                | Classement 2021-2022 | Entraîneur                         | Salle                                              | Capacité théorique | Saisons en D1 |
| ----------------------------------- | -------------------- | ---------------------------------- | -------------------------------------------------- | ------------------ | ------------- |
| Paris Saint-Germain Handball        | 1er                  | Raúl González                      | Stade Pierre-de-Coubertin                          | 4 016              | 35e           |
| Handball Club de Nantes             | 2e                   | Grégory Cojean                     | HArena                                             | 5 902              | 15e           |
| Pays d'Aix Université Club handball | 3e                   | Thierry Anti Benjamin Pavoni       | Aréna du Pays d'Aix                                | 6 004              | 10e           |
| Montpellier Handball                | 4e                   | Patrice Canayer                    | Sud de France Arena Palais des sports René-Bougnol | 9 000 2 870        | 29e           |
| Chambéry Savoie Mont Blanc Handball | 5e                   | Érick Mathé                        | Le Phare - Grand Chambéry                          | 4 423              | 29e           |
| USAM Nîmes Gard                     | 6e                   | Ljubomir Vranjes                   | Le Parnasse                                        | 4 191              | 36e           |
| Fenix Toulouse Handball             | 7e                   | Danijel Anđelković                 | Palais des sports André-Brouat                     | 3 850              | 27e           |
| Saint-Raphaël Var Handball          | 8e                   | Benjamin Braux                     | Palais des sports Jean-François-Krakowski          | 2 000              | 17e           |
| Cesson Rennes MHB                   | 9e                   | Sébastien Leriche                  | Glaz Arena                                         | 4 500              | 13e           |
| C' Chartres MHB                     | 10e                  | Toni Gerona Nebojša Stojinović     | Halle Jean-Cochet                                  | 1 200              | 5e            |
| Union sportive de Créteil           | 11e                  | Fernando Barbeito                  | Palais des sports Robert-Oubron                    | 2 398              | 34e           |
| Dunkerque Handball Grand Littoral   | 12e                  | Franck Maurice                     | Stades de Flandres                                 | 2 400              | 32e           |
| Limoges Handball                    | 13e                  | Alberto Entrerríos                 | Palais des sports de Beaublanc                     | 5 500              | 3e            |
| Istres Provence Handball            | 14e                  | Gilles Derot                       | Halle polyvalente                                  | 1 600              | 23e           |
| Union sportive d'Ivry Handball      | 1er SR de D2         | Sébastien Quintallet Didier Dinart | Gymnase Auguste-Delaune                            | 1 500              | 64e           |
| Sélestat Alsace Handball            | Champion de D2       | Laurent Busselier                  | CSI Sélestat                                       | 2 300              | 23e           |

### Modalités de classement et de qualifications européennes
La Liqui Moly StarLigue est organisée en une poule unique de 16 clubs avec matchs allers - retours. Une équipe marque 2 points pour une victoire, 1 point pour un match nul et 0 point pour une défaite. Le titre de champion de Liqui Moly StarLigue est attribué à l'équipe qui obtient le plus de points à l'issue de la saison. Les deux équipes les moins bien classées à l'issue de la saison sont reléguées en Proligue.
En cas d'égalité entre deux ou plusieurs équipes à l'issue de la compétition, leur classement est établi en tenant compte des facteurs suivants :
1. Le nombre de points à l'issue de la compétition dans les rencontres ayant opposé les équipes à égalité entre elles ;
2. La différence entre les buts marqués et les buts encaissés dans les rencontres ayant opposé les équipes à égalité entre elles ;
3. Le plus grand nombre de buts marqués à l'extérieur dans les rencontres ayant opposé les équipes à égalité entre elles ;
4. La différence entre les buts marqués et les buts encaissés sur l'ensemble des rencontres de la compétition ;
5. Le plus grand nombre de buts marqués sur l'ensemble des rencontres de la compétition ;
6. Le plus grand nombre de buts marqués à l'extérieur sur l'ensemble des rencontres de la compétition ;
7. tirage au sort effectué par la Commission d'Organisation des Compétitions.

Conformément au règlement de la Fédération européenne de handball (EHF), la troisième place de la France au Coefficient EHF conduit aux modalités de qualification en coupes d'Europe suivantes pour la saison 2023-2024 :
- Le champion de France est qualifié en Ligue des champions,
- Les deuxième et troisième du championnat ainsi que les vainqueurs de la Coupe de France sont qualifiés en Ligue européenne. Si le vainqueur de la Coupe de France est déjà qualifié via le championnat, cette place qualificative est réattribuée au quatrième du championnat.

La Fédération française de handball a la possibilité de déposer un dossier auprès de l'EHF afin de transformer une place en Ligue européenne en une place en Ligue des champions pour un des clubs qualifiés. De même, la FFHB peut proposer à l'EHF le dossier d'un club non qualifié pour obtenir une place en Ligue européenne. L'EHF statue lors d'un comité exécutif sur les équipes qui obtiennent ces surclassements.

## Présentation

### Budgets et salaires
Pour la saison 2022-2023, les budgets prévisionnels et les masses salariales des clubs, au 15 avril 2022 et exprimés en millions d'euros, sont de, :
| Clubs                               | Statut juridique        | Budgets  | Budgets         | Budgets   | Budgets  | Masse salariale | Masse salariale |
| Clubs                               | Statut juridique        | 2022-23  | Évolution       | Évolution | 2021-22  | 2022-23         | % du budget     |
| ----------------------------------- | ----------------------- | -------- | --------------- | --------- | -------- | --------------- | --------------- |
| Paris Saint-Germain Handball        | SASP                    | 16,36 M€ | en diminution   | -8,1 %    | 17,81 M€ | 7,78 M€         | 47,6 %          |
| Montpellier Handball                | SAS                     | 8,63 M€  | en augmentation | 11,2 %    | 7,76 M€  | 3,37 M€         | 39,0 %          |
| Handball Club de Nantes             | SASU                    | 8,20 M€  | en augmentation | 4,5 %     | 7,85 M€  | 4,05 M€         | 49,4 %          |
| Pays d'Aix Université Club handball | EUSRL                   | 6,10 M€  | en augmentation | 5,5 %     | 5,78 M€  | 2,64 M€         | 43,3 %          |
| USAM Nîmes Gard                     | SASU                    | 5,70 M€  | en augmentation | 13,1 %    | 5,04 M€  | 2,47 M€         | 43,3 %          |
| Limoges Handball                    | SAS                     | 5,24 M€  | en augmentation | 22,1 %    | 4,29 M€  | 2,46 M€         | 46,9 %          |
| Dunkerque Handball Grand Littoral   | EUSRL                   | 4,47 M€  | en augmentation | 5,4 %     | 4,24 M€  | 2,13 M€         | 47,7 %          |
| Chambéry Savoie Mont Blanc Handball | SASP                    | 4,45 M€  | en augmentation | 10,4 %    | 4,03 M€  | 1,89 M€         | 42,5 %          |
| Cesson Rennes Métropole Handball    | SASU                    | 3,99 M€  | en augmentation | 9,6 %     | 3,64 M€  | 1,86 M€         | 46,6 %          |
| Saint-Raphaël Var Handball          | SAOS                    | 3,93 M€  | en diminution   | -2,7 %    | 4,04 M€  | 2,16 M€         | 55,0 %          |
| C' Chartres Métropole handball      | SAS                     | 3,80 M€  | en augmentation | 3,5 %     | 3,67 M€  | 1,95 M€         | 51,3 %          |
| Fenix Toulouse Handball             | SASP                    | 3,52 M€  | en augmentation | 7,3 %     | 3,28 M€  | 1,65 M€         | 46,9 %          |
| Union sportive de Créteil handball  | SEMSL                   | 3,20 M€  | en augmentation | 4,6 %     | 3,06 M€  | 1,34 M€         | 41,9 %          |
| Union sportive d'Ivry Handball      | Asso. 1901              | 2,90 M€  | en augmentation | ? %       | ?M€      | 1,42 M€         | 49,0 %          |
| Istres Provence Handball            | Asso. 1901              | 2,85 M€  | en augmentation | 10,5 %    | 2,58 M€  | 1,41 M€         | 49,5 %          |
| Sélestat Alsace Handball            | SASP                    | 2,44 M€  | en augmentation | ? %       | ?M€      | 1,02 M€         | 41,8 %          |
| Budget moyen                        | Budget moyen            | 5,36 M€  | en augmentation | 3,7 %     | 5,17 M€  | 2,47 M€         | 46,1 %          |
| Budget moyen (hors PSG)             | Budget moyen (hors PSG) | 4,63 M€  | en augmentation | 7,2 %     | 4,32 M€  | 2,01 M€         | 43,4 %          |

*Les moyennes 2021-2022 sont celles calculées pour la saison 2021-2022, et non pas la moyenne des budgets 2021-2022 des clubs de cette saison.

### Équipementiers
| Équipementier          | Équipe                            | Durée             | Ref    |
| ---------------------- | --------------------------------- | ----------------- | ------ |
| Craft                  | Dunkerque Handball Grand Littoral | 2019/05 – 2023/06 |        |
| Craft                  | Limoges Hand 87                   | 2020/05 – 2027/06 | ,      |
| Craft                  | Saint-Raphaël Var Handball        | 2019/06 – 2023/06 |        |
| Craft                  | Fenix Toulouse Handball           | 2020/07 –         | [ 8 ]  |
| Erima                  | HBC Nantes                        | 2017/07 – 2023/06 | [ 9 ]  |
| Hummel                 | C' Chartres MHB                   | 2020/07 –         | [ 10 ] |
| Hummel                 | Créteil (USC)                     | 2020/06 –         | [ 11 ] |
| Joma                   | US Ivry                           | 2018/08 – 2025    | ,      |
| Kappa                  | USAM Nîmes Gard                   | 2012 min. –       |        |
| Kempa                  | Cesson Rennes Métropole HB        | 2011 min. –       |        |
| Kempa                  | Istres Provence Handball          | 2014/06 –         | [ 14 ] |
| Kempa                  | Pays d'Aix UC                     | 2012 – 2023/06    | [ 15 ] |
| Mizuno                 | Chambéry Savoie Mont Blanc HB     | 2018/07 – 2024    | [ 16 ] |
| Nike / Nike Air Jordan | Paris Saint-Germain Handball      | 2013/07 –         | [ 17 ] |
| Puma                   | Montpellier Handball              | 2018/07 – 2026    | ,      |
| Select                 | Sélestat Alsace Handball          | 2018/07 – 2023    | [ 20 ] |

## Compétition

### Classement
|    | Équipe                     | Pts | J  | G  | N | P  | Bp   | Bc   | Diff |
| -- | -------------------------- | --- | -- | -- | - | -- | ---- | ---- | ---- |
| 1  | Paris Saint-Germain T      | 54  | 30 | 27 | 0 | 3  | 1047 | 898  | 149  |
| 2  | Montpellier Handball       | 52  | 30 | 26 | 0 | 4  | 949  | 833  | 116  |
| 3  | HBC Nantes S C             | 50  | 30 | 24 | 2 | 4  | 1024 | 864  | 160  |
| 4  | Chambéry SMB HB            | 42  | 30 | 20 | 2 | 8  | 931  | 870  | 61   |
| 5  | USAM Nîmes Gard            | 41  | 30 | 20 | 1 | 9  | 959  | 901  | 58   |
| 6  | Fenix Toulouse             | 37  | 30 | 17 | 3 | 10 | 978  | 923  | 55   |
| 7  | Saint-Raphaël VHB          | 26  | 30 | 13 | 0 | 17 | 926  | 930  | -4   |
| 8  | Dunkerque HGL              | 26  | 30 | 12 | 2 | 16 | 901  | 977  | -76  |
| 9  | Cesson Rennes MHB          | 25  | 30 | 11 | 3 | 16 | 805  | 828  | -23  |
| 10 | Limoges Handball           | 25  | 30 | 11 | 3 | 16 | 909  | 945  | -36  |
| 11 | Pays d'Aix UC              | 24  | 30 | 11 | 2 | 17 | 874  | 922  | -48  |
| 12 | US Ivry P                  | 18  | 30 | 7  | 4 | 19 | 881  | 961  | -80  |
| 13 | C' Chartres MHB            | 18  | 30 | 8  | 2 | 20 | 876  | 918  | -42  |
| 14 | US Créteil                 | 16  | 30 | 7  | 2 | 21 | 905  | 1014 | -109 |
| 15 | Istres Provence HB         | 14  | 30 | 5  | 4 | 21 | 910  | 992  | -82  |
| 16 | Sélestat Alsace Handball P | 12  | 30 | 5  | 2 | 23 | 832  | 958  | -126 |

 Ligue des champions
- Champion et qualifié
- Invité sur dossier

Ligue européenne
- Qualifié

Relégation en Proligue
- Relégué

Classement officiel
Abréviations
- T : tenant du titre 2022
- P : promus de Proligue
- C : vainqueur de la Coupe de France
- S : vainqueur du Trophée des champions

### Matchs
| Résultats (dom.\ext.)                                      | Aix   | CesR  | Cham  | Char  | Crét  | Dunk  | Istr  | Ivr   | Lim   | Montp | Nant  | Nîmes | PSG   | St-Ra | Sel   | Toul  |
| Pays d'Aix UC                                              |       | 29-24 | 32-38 | 29-27 | 37-25 | 25-28 | 35-26 | 34-34 | 38-33 | 29-31 | 27-35 | 21-31 | 31-33 | 24-28 | 25-31 | 26-25 |
| Cesson Rennes MHB                                          | 25-28 |       | 26-26 | 29-21 | 34-29 | 27-26 | 33-22 | 23-30 | 30-27 | 22-25 | 26-35 | 22-23 | 22-28 | 28-24 | 28-29 | 28-31 |
| Chambéry SMB HB                                            | 26-23 | 24-24 |       | 29-23 | 38-28 | 30-27 | 32-25 | 35-31 | 31-27 | 30-31 | 31-39 | 36-31 | 34-33 | 25-24 | 32-24 | 32-28 |
| C' Chartres MHB                                            | 34-27 | 21-22 | 29-28 |       | 42-30 | 31-28 | 25-26 | 27-33 | 31-26 | 27-34 | 27-37 | 28-31 | 32-33 | 29-30 | 30-32 | 24-24 |
| US Créteil                                                 | 27-32 | 29-28 | 32-36 | 40-38 |       | 34-30 | 38-32 | 33-23 | 24-32 | 25-32 | 34-39 | 27-30 | 37-40 | 25-34 | 40-37 | 30-36 |
| Dunkerque HGL                                              | 32-39 | 32-31 | 27-38 | 29-39 | 31-32 |       | 30-30 | 34-32 | 35-26 | 28-37 | 29-32 | 32-34 | 32-38 | 31-29 | 29-28 | 38-32 |
| Istres Provence HB                                         | 32-29 | 27-30 | 35-37 | 32-34 | 26-26 | 28-30 |       | 30-20 | 33-34 | 26-29 | 35-37 | 30-38 | 28-35 | 28-26 | 30-30 | 28-32 |
| US Ivry                                                    | 29-29 | 23-27 | 33-35 | 27-27 | 29-23 | 30-30 | 41-36 |       | 28-32 | 30-34 | 32-36 | 31-29 | 26-39 | 30-28 | 38-32 | 30-42 |
| Limoges Handball                                           | 33-30 | 26-26 | 24-23 | 34-26 | 34-26 | 26-27 | 32-32 | 36-29 |       | 29-35 | 35-31 | 32-38 | 31-38 | 32-31 | 29-31 | 33-31 |
| Montpellier Handball                                       | 32-24 | 24-20 | 28-27 | 27-24 | 36-27 | 43-28 | 38-34 | 26-23 | 33-26 |       | 29-30 | 30-22 | 31-30 | 35-30 | 34-25 | 34-29 |
| HBC Nantes                                                 | 39-28 | 35-24 | 30-21 | 34-28 | 38-25 | 37-19 | 40-32 | 33-28 | 37-27 | 29-28 |       | 28-28 | 32-33 | 33-29 | 31-24 | 33-33 |
| USAM Nîmes Gard                                            | 31-33 | 33-28 | 34-37 | 32-29 | 29-27 | 32-28 | 37-34 | 35-28 | 34-29 | 28-29 | 29-32 |       | 28-33 | 35-30 | 31-23 | 37-38 |
| Paris Saint-Germain                                        | 37-32 | 36-32 | 36-32 | 39-30 | 35-26 | 44-36 | 42-30 | 35-25 | 33-24 | 38-23 | 35-32 | 41-33 |       | 38-30 | 36-23 | 38-26 |
| Saint-Raphaël VHB                                          | 31-34 | 23-29 | 32-26 | 28-26 | 35-33 | 39-29 | 33-32 | 29-25 | 32-30 | 34-38 | 35-38 | 28-34 | 34-37 |       | 39-30 | 36-33 |
| Sélestat Alsace Handball                                   | 26-29 | 22-23 | 24-31 | 29-35 | 32-32 | 28-29 | 32-39 | 30-32 | 29-27 | 28-33 | 21-31 | 25-28 | 31-34 | 30-33 |       | 22-33 |
| Fenix Toulouse                                             | 29-25 | 30-24 | 30-31 | 39-32 | 39-31 | 36-37 | 37-32 | 32-31 | 33-33 | 31-30 | 32-31 | 32-34 | 35-27 | 33-32 | 37-24 |       |
| - Victoire à domicile - Match nul - Victoire à l'extérieur |       |       |       |       |       |       |       |       |       |       |       |       |       |       |       |       |

## Statistiques et récompenses

### Meilleurs buteurs
Au terme du championnat, les meilleurs buteurs sont :
| #  | Joueur                | Club                | Buts / Tirs | % Tir   | MJ | BPM  | Ch.       | 7m       |
| -- | --------------------- | ------------------- | ----------- | ------- | -- | ---- | --------- | -------- |
| 1  | Nemanja Ilić          | Fenix Toulouse      | 202 / 259   | 77,99 % | 28 | 7,21 | 123 / 160 | 79 / 99  |
| 2  | Mohammad Sanad        | USAM Nîmes Gard     | 195 / 268   | 72,76 % | 30 | 6,50 | 112 / 157 | 83 / 111 |
| 3  | Kamil Syprzak         | Paris Saint-Germain | 184 / 228   | 80,70 % | 26 | 7,08 | 123 / 149 | 61 / 79  |
| 4  | Benjamin Richert      | Chambéry SMB HB     | 180 / 254   | 70,87 % | 30 | 6,00 | 100 / 152 | 80 / 102 |
| 5  | Toke Schröder         | Sélestat AHB        | 173 / 295   | 58,64 % | 29 | 5,97 | 92 / 189  | 81 / 106 |
| 6  | Théo Avelange Demouge | Dunkerque HGL       | 172 / 243   | 70,78 % | 30 | 5,73 | 81 / 118  | 91 / 125 |
| 7  | Valero Rivera         | HBC Nantes          | 166 / 219   | 75,80 % | 29 | 5,72 | 90 / 123  | 76 / 96  |
| 8  | Elohim Prandi         | Paris Saint-Germain | 162 / 244   | 66,39 % | 27 | 6,00 | 162 / 244 | 0 / 0    |
| 9  | Dragan Gajić          | Limoges Handball    | 152 / 212   | 71,70 % | 29 | 5,24 | 57 / 99   | 95 / 113 |
| 10 | Vanja Ilić            | C' Chartres MHB     | 144 / 213   | 67,61 % | 30 | 4,80 | 102 / 144 | 46 / 69  |

### Meilleurs gardiens de but
Au terme du championnat, les gardiens de buts (en nombre d'arrêts) sont :
| #  | Joueur            | Club                 | Arrêts / Tirs | % Arr.  | MJ | APM   | Ch.       | 7m      |
| -- | ----------------- | -------------------- | ------------- | ------- | -- | ----- | --------- | ------- |
| 1  | Samir Bellahcene  | Dunkerque HGL        | 319 / 1054    | 30,27 % | 30 | 10,63 | 298 / 971 | 19 / 81 |
| 2  | Arnaud Tabarand   | Cesson Rennes MHB    | 287 / 867     | 33,10 % | 28 | 10,25 | 268 / 781 | 19 / 86 |
| 3  | Jef Lettens       | Fenix Toulouse       | 261 / 883     | 29,56 % | 30 | 8,7   | 244 / 798 | 17 / 85 |
| 4  | Mate Šunjić       | US Ivry              | 255 / 902     | 28,27 % | 30 | 8,5   | 243 / 833 | 12 / 69 |
| 5  | Julien Meyer      | C' Chartres MHB      | 233 / 796     | 29,27 % | 26 | 8,96  | 219 / 731 | 14 / 65 |
| 6  | Filip Ivić        | Chambéry SMB HB      | 233 / 819     | 28,45 % | 29 | 8,03  | 221 / 765 | 12 / 54 |
| 7  | Vincent Gérard    | Saint-Raphaël VHB    | 230 / 785     | 29,30 % | 25 | 9,2   | 214 / 708 | 16 / 77 |
| 8  | Andreas Palicka   | Paris Saint-Germain  | 228 / 760     | 30,00 % | 26 | 8,77  | 216 / 703 | 13 / 58 |
| 9  | Charles Bolzinger | Montpellier Handball | 198 / 585     | 33,85 % | 26 | 7,62  | 186 / 526 | 12 / 59 |
| 10 | Todor Jandrić     | US Créteil           | 198 / 755     | 26,23 % | 30 | 6,6   | 179 / 657 | 19 / 98 |

### Élection du joueur du mois
| Mois      | Joueur du mois                            | Autres nommés                               | Autres nommés                       |
| --------- | ----------------------------------------- | ------------------------------------------- | ----------------------------------- |
| Septembre | Ivan Pešić (HBC Nantes)                   | Nemanja Ilić (Fenix Toulouse Handball)      | Arnaud Tabarand (Cesson Rennes MHB) |
| Octobre   | Elohim Prandi (Paris Saint-Germain)       | Kauldi Odriozola (HBC Nantes)               | Samir Bellahcene (Dunkerque HGL)    |
| Novembre  | Nemanja Ilić (Fenix Toulouse Handball)    | Hugo Descat (Montpellier Handball)          | Kamil Syprzak (Paris Saint-Germain) |
| Décembre  | Kyllian Villeminot (Montpellier Handball) | Thibaud Briet (HBC Nantes)                  | Benjamin Richert (Chambéry SMB HB)  |
| Janvier   | Non décerné (trêve internationale)        | Non décerné (trêve internationale)          | Non décerné (trêve internationale)  |
| Février   | Charles Bolzinger (Montpellier Handball)  | Nemanja Ilić (Fenix Toulouse Handball)      | Elohim Prandi (Paris Saint-Germain) |
| Mars      | Gustavo Rodrigues (Chambéry SMB HB)       | Vincent Gérard (Saint-Raphaël Var Handball) | Mohammad Sanad (USAM Nîmes Gard)    |
| Avril     | Kamil Syprzak (Paris Saint-Germain)       | Aymeric Minne (HBC Nantes)                  | Denis Serdarevic (Limoges Handball) |

### Meilleurs handballeurs de la saison
La liste des nommés pour les Trophées LNH 2023 a été dévoilé le 22 mai 2023. L'équipe-type a été révélée le 1er juin 2023 puis les lors des Trophées LNH 2023, est tandis que le meilleur espoir, le meilleur entraîneur et le meilleur joueur de la saison (choisi parmi tous les nommés), est dévoilé le 8 juin à l'occasion de la cérémonie des Trophées LNH 2023 :
| Bolzinger Ilić Syprzak Lenne Prandi Steins Krištopāns Meilleur joueur : Steins Meilleur espoir : Bolzinger Meilleur entraîneur : Anđelković Meilleur défenseur : Konan               |
| Équipe-type du Championnat 2022-2023 |
| · Bolzinger · Ilić · Syprzak · Lenne · Prandi · Steins · Krištopāns Meilleur joueur : Steins Meilleur espoir : Bolzinger Meilleur entraîneur : Anđelković Meilleur défenseur : Konan |

| Catégorie                               | Joueur                                   | Catégorie              | Joueur                         |
| Meilleur gardien de but                 | Charles Bolzinger (Montpellier Handball) | Meilleur défenseur     | Karl Konan (Aix)               |
| Meilleur gardien de but                 | Samir Bellahcene (Dunkerque)             | Meilleur défenseur     | Bakary Diallo (Toulouse)       |
| Meilleur gardien de but                 | Arnaud Tabarand (Cesson)                 | Meilleur défenseur     | Jérémy Toto (Nantes)           |
| Meilleur ailier gauche                  | Nemanja Ilić (Toulouse)                  | Meilleur ailier droit  | Yanis Lenne (Montpellier)      |
| Meilleur ailier gauche                  | Antonin Mohamed (US Ivry)                | Meilleur ailier droit  | Benjamin Richert (Chambéry)    |
| Meilleur ailier gauche                  | Valero Rivera (Nantes)                   | Meilleur ailier droit  | Mohammad Sanad (Nîmes)         |
| Meilleur arrière gauche                 | Elohim Prandi (Paris SG)                 | Meilleur arrière droit | Dainis Krištopāns (Paris SG)   |
| Meilleur arrière gauche                 | Thibaud Briet (Nantes)                   | Meilleur arrière droit | Julien Bos (Montpellier)       |
| Meilleur arrière gauche                 | Kyllian Villeminot (Montpellier)         | Meilleur arrière droit | Gustavo Rodrigues (Chambéry)   |
| Meilleur demi-centre                    | Luc Steins (Paris SG)                    | Meilleur pivot         | Kamil Syprzak (Paris SG)       |
| Meilleur demi-centre                    | Ahmed Hesham (Nîmes)                     | Meilleur pivot         | Valentin Aman (Créteil)        |
| Meilleur demi-centre                    | Aymeric Minne (Nantes)                   | Meilleur pivot         | Johannes Marescot (St Raphaël) |
| Meilleur espoir                         | Charles Bolzinger (Montpellier Handball) | Meilleur entraîneur    | Danijel Anđelković (Toulouse)  |
| Meilleur espoir                         | Alejandro Barbeito (Créteil)             | Meilleur entraîneur    | Patrice Canayer (Montpellier)  |
| Meilleur espoir                         | Viktor Gísli Hallgrímsson (Nantes)       | Meilleur entraîneur    | Grégory Cojean (Nantes)        |
| Meilleur espoir                         | Harun Hodžić (Chambéry)                  | Meilleur entraîneur    | Raúl González (Paris SG)       |
| Meilleur espoir                         | Guéric Vincent (Nîmes)                   | Meilleur entraîneur    | Érick Mathé (Chambéry)         |
| Meilleur joueur : Luc Steins (Paris SG) |                                          |                        |                                |

## Bilan de la saison
| Tableau d'honneur de la saison 2022-2023 |                          |                                     |
| Compétition                              | Vainqueur                | Commentaire                         |
| Championnat de France                    | Paris Saint-Germain      | 10e titre                           |
| Trophée des champions                    | HBC Nantes               | 2e victoire                         |
| Coupe de France                          | HBC Nantes               | 2e victoire                         |
| Bilan en coupes d'Europe 2022-2023       |                          |                                     |
| Compétition                              | Qualifiés                | Commentaire                         |
| Ligue des champions                      | Paris Saint-Germain      | quatrième place                     |
| Ligue des champions                      | HBC Nantes               | éliminé en barrages                 |
| Ligue européenne                         | Montpellier Handball     | quatrième place                     |
| Ligue européenne                         | Pays d'Aix UC            | éliminé en phase de groupes         |
| Ligue européenne                         | Chambéry SMB HB          | éliminé au 2e tour de qualification |
| Qualifications européennes 2023-2024     |                          |                                     |
| Compétition                              | Qualifiés                | Commentaire                         |
| Ligue des champions                      | Paris Saint-Germain      | Champion de France                  |
| Ligue des champions                      | Montpellier Handball     | 2e du championnat, invité           |
| Ligue européenne                         | HBC Nantes               | Vainqueur de la Coupe de France     |
| Ligue européenne                         | Chambéry SMB HB          | 4e du championnat                   |
| Promotions et relégations                |                          |                                     |
| Relégués en Division 2                   | Istres Provence Handball | Retour en D2 après 5 saisons en D1  |
| Relégués en Division 2                   | Sélestat Alsace Handball | Retour en D2 après 1 saison en D1   |
| Promu : 1er de la saison régulière       | Saran Loiret Handball    | Retour en D1 après 1 saison en D2   |
| Promu : Champion de D2                   | Dijon Métropole Handball | Retour en D1 après 9 saisons en D2  |

Remarque : l'EHF n'attribue plus d'invitation en Ligue européenne, seulement des upgrades (surclassements) depuis la Coupe européenne à laquelle les clubs français ne participent pas.